# Mögsjön (Ärla socken, Södermanland)
Mögsjön är en sjö i Eskilstuna kommun i Södermanland och ingår i Norrströms huvudavrinningsområde.